# Plateros satoi
Plateros satoi là một loài bọ cánh cứng trong họ Lycidae. Loài này được Matsuda miêu tả khoa học năm 2007.